# Robert Caze
Robert Caze (* 3. Januar 1853 in Paris; † 28. März 1886 ebenda) war ein französischer Dichter und Schriftsteller.

## Leben
Robert Caze nahm als 18-Jähriger an der Pariser Kommune teil. Er floh 1873 in die Schweiz und war ab 1874 Bürger von Epiquerez. Ab 1875 unterrichtete er am Gymnasium in Pruntrut, wo er Virgile Rossel zum Schüler hatte. Er heiratete 1876 die Tochter des Druckers Jean-Joseph Boéchat (1822–1908). Er trat mit Dichtung hervor, schrieb in radikalen Zeitungen und veröffentlichte Literaturkritik. Nach der Amnestie von 1880 kehrte er nach Paris zurück, betätigte sich journalistisch und schrieb Romane im Stil des Naturalismus. Er starb an den Folgen eines Duells im Alter von 33 Jahren.
Caze beschrieb das resigniert hingenommene Elend der kleinen Leute. In seinem letzten Roman Grand-mère wird die Großmutter nach einem entbehrungsreichen Leben von den Kindern ins Armenhaus (hospice) gesteckt und akzeptiert das.
In den Jahren 1878 und 1879 war Caze Präsident der Société jurassienne d’émulation.

## Werke (Auswahl)

### Dichtung
- Les Poèmes de la chair. Sagnier, Paris 1873.
- Hymnes à la vie.  J. Boéchat, Delémont 1875.
- Ritournelles. Poésies. Sandoz et Fischbacher, Paris 1879.
- Poèmes rustiques. Sandoz & Fischbacher, Paris 1880.
- Les mots. Paris 1886.

### Prosa
- Le martyre d’Annil. Les Filles. H. Kistemaeckers, Brüssel 1883.
  - Le martyre d’Annil. Roman suivi de La sortie d’Angèle. Hrsg. René-Pierre Colin und Arnaud Bédat. Société jurassienne d’émulation & du Lérot, Tusson 2010.
- Les bas de Monseigneur. C. Marpon und E. Flammarion, Paris 1884. (Erzählung)
- L’élève Gendrevin. Tresse, Paris 1884. (gewidmet Joris-Karl Huysmans)
- Les Femmes. La Semaine d’Ursule. Tresse, Paris 1885.
- Paris vivant. Giraud, Paris 1885.
- Dans l’intimité. Tresse und Stock, Paris 1886.
- Les Femmes. Grand-mère. Tresse und Stock, Paris 1886. (gewidmet Edmond und Jules de Goncourt)